# Antalis rossati
Antalis rossati är en blötdjursart som först beskrevs av Caprotti 1966.  Antalis rossati ingår i släktet Antalis och familjen Dentaliidae. Inga underarter finns listade i Catalogue of Life.